# Ставрово (Одесская область)
Ставрово (укр. Ставрове) — село, относится к Подольскому району Одесской области Украины.
Население по переписи 2001 года составляло 1181 человек. Почтовый индекс — 67940. Телефонный код — 4861. Занимает площадь 3,43 км². Код КОАТУУ — 5123183701.

## Местный совет
67940, Одесская обл., Подольский р-н, с. Ставрово